# ألان لامب
ألان لامب (بالإنجليزية: Alan Lamb)‏ (30 يناير 1970 بغيتسهيد في المملكة المتحدة - ) هو لاعب كرة قدم بريطاني في مركز الهجوم. لعب مع نادي هارتلبول يونايتد ونادي هيرفورد ونوتينغهام فورست ونيوكاسل يونايتد ونادي غيتزهد وبراندون يونايتد، ولعب أيضًا في نيوزيلندا بين 1995-1999.